# Замяни
Замяни (пол. Zamiany; укр. Заміни) — село в Польщі, у гміні Томашів Томашівського повіту Люблінського воєводства.
Населення — 108 осіб (2011).

## Історія
Первісним населенням Замян були русини, які компактно проживали на своїх історичних землях. 
У 1975—1998 роках село належало до Замойського воєводства.

## Демографія
Демографічна структура станом на 31 березня 2011 року:
|          | Загалом | Допрацездатний вік | Працездатний вік | Постпрацездатний вік |
| -------- | ------- | ------------------ | ---------------- | -------------------- |
| Чоловіки | 51      | 11                 | 38               | 2                    |
| Жінки    | 57      | 12                 | 35               | 10                   |
| Разом    | 108     | 23                 | 73               | 12                   |